# Edburga di Minster-in-Thanet
Edburga, conosciuta anche come Eadburga e Bugga (VII secolo – 751), è stata una principessa reale, unica figlia del re Centwine del Wessex e di sua moglie, la regina Engyth, vissuta nel Kent tra il VII e l'VIII secolo. È venerata come santa dalla Chiesa cattolica, da quella ortodossa e dalla Comunione anglicana.

## Biografia
Edburga fu amica e allieva di Santa Mildred e tenne sempre una regolare corrispondenza con San Bonifacio, vescovo di Magonza.
Divenuta monaca benedettina presso l'abbazia di Minster-in-Thanet, nel 716 divenne la terza badessa dell'abbazia succedendo proprio all'amica Santa Mildred.
Dall'analisi della sua corrispondenza con San Bonifacio emerge come, dopo la morte di Redbaldo, re dei Frisoni, avvenuta nel 719, Edburga scrisse al santo inviandogli 50 scellini d'oro e un panno da altare per aiutarlo nella sua opera di evangelizzazione della Germania, e in particolare della Frisia, scusandosi del fatto che non fosse in suo potere inviargli di più. In altre occasioni invierà in dono al santo, che probabilmente incontrò anche durante un pellegrinaggio a Roma, anche libri e vestiti ed è noto che egli le scrisse per confortarla delle sue pene dovuta all'avanzare dell'età.
Donna di elevata cultura per il tempo (Santa Lioba di Tauberbischofsheim dice di aver imparato da lei l'arte della poesia), fu anche un'abile amministratrice, durante il suo periodo di badessa, infatti, riuscì ad ottenere diverse licenze reali per l'abbazia e a far quindi costruire, nel 741, una nuova chiesa abbaziale, dedicata dall'arcivescovo Cutberto ai Santi Pietro e Paolo, sempre sita a Minster-in-Thanet. La chiesa divenne poi anche un santuario per le reliquie di Santa Mildred, che vi furono trasportate nel 746, e quindi meta di pellegrinaggio per i devoti di quest'ultima.
Dopo la sua morte, avvenuta nel 751 (pare il 27 dicembre), le sue spoglie furono deposte nella chiesa che essa stessa aveva fatto costruire e che sarà però distrutta dagli invasori danesi tra il IX e il X secolo. Nel 1055 i suoi resti, assieme a quelli di Santa Mildred, furono trasportati a Canterbury dove l'arcivescovo Lanfranco le depose nella chiesa di San Gregorio.